# Lovro von Matačić
Lovro von Matačić (14 de febrer de 1899 a Sušak, Rijeka, llavors Àustria-Hongria, avui Croàcia - 4 de gener de 1985 a Zagreb (altres fonts: Belgrad o Dubrovnik), llavors Iugoslàvia), fou un director d'orquestra i compositor iugoslau.

## Vida i obra
Matačić va pertànyer als Xiquets Cantors de Viena abans d'estudiar composició i direcció a la capital austríaca. Gran part de la seua vida estigué lligat al repertori austríac, des de Joseph Haydn fins Anton Bruckner, raó per la qual en 1981 fou honorat per l'Orquestra Simfònica de Viena amb el preuat Brucknerring.
Des de 1948 fins a 1954 fou director d'òpera i d'orquestra a Skopje i Rijeka. De 1956 fins a 1958 fou director principal de l'Orquestra Estatal de Dresde, de 1961 fins a 1966 director general musical de l'Òpera de Frankfurt, de 1972 fins a 1979 director general musical de l'orquestra de l'Òpera de Montecarlo. Dirigí també sovint a Praga, i també de manera regular a Berlín, Londres i París, la qual cosa donà lloc a moltes gravacions de simfonies i òperes. La constitució física hercúlea de Lovro von Matačićs i la seua dinàmica i al mateix temps precisa direcció de l'orquestra gaudiren, en especial al Japó de gran popularitat. De 1970 fins a 1980 fou director principal de l'Orquestra Filharmònica de Zagreb.
Com a director d'òpera, Matačić va enregistrar entre d'altres Der Freischütz (amb Rudolf Schock i Gottlob Frick) així com Die lustige Witwe (amb Elisabeth Schwarzkopf). Fou soterrat al cementeri Mirogoj de Zagreb.
Von Matačić fou també compositor d'obres en estil contemporani. El seu treball més conegut en aquest àmbit és la „Simfonia de les Confrontacions“ (1979, revisada en 1984). L'obra tracta en un llenguatge molt dur de l'amenaça atòmica i cita el tema medieval del „Dies Irae“, present en moltes obres del repertori.